# Patagonischer Messingsalmler

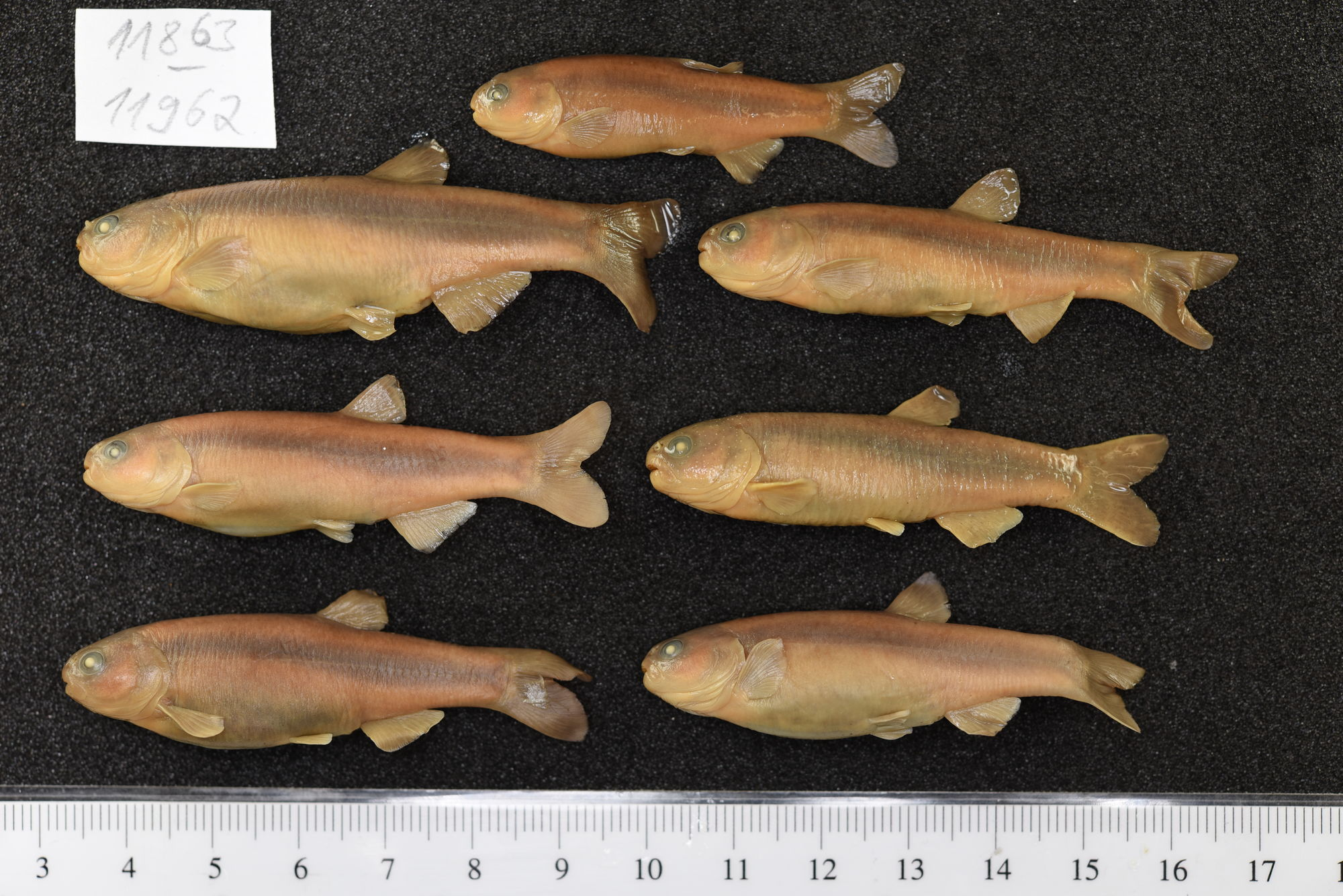
Präparierte Exemplare des Patagonischen Messingsalmlers

Der Patagonische Messingsalmler (Gymnocharacinus bergii) ist eine Fischart aus der Salmlerfamilie Acestrorhamphidae. Sie kommt nur in einem kleinen Fließgewässer in der Nähe von Valcheta in der argentinischen Provinz Río Negro vor und ist damit die am weitesten südlich vorkommende Art der Echten Salmler.

## Merkmale
Die Salmlerart erreicht eine Standardlänge von 7,5 Zentimeter und eine maximale Gesamtlänge von 10 Zentimeter. Das Maul ist endständig. Prämaxillare und Unterkiefer sind mit jeweils zwei Zahnreihen besetzt. Bei ausgewachsenen Exemplaren wird die äußere Reihe der fünfeckigen Zähne nicht von den Lippen bedeckt. Jungfische beginnen bei einer Länge von 3,3 bis 3,6 Zentimeter ihre Schuppen zu resorbieren und Exemplare, die größer als 5 Zentimeter sind, haben nur noch direkt hinter dem Kiemendeckel und auf dem geraden und durchgehenden Seitenlinie Schuppen. Darauf verweist die Gattungsbezeichnung Gymnocharacinus, die „nackter Salmler“ bedeutet. Die Färbung der Fische ist dunkelbraun bis grünlich mit einem cremefarbenen Bauch und einem kupferfarbenen Streifen unterhalb der Seitenlinie. Der Bereich des Kiemendeckel schimmert golden. Die Schwanzflosse ist gegabelt mit abgerundeten Spitzen. Eine Fettflosse fehlt.
- Flossenformel: Dorsale 12, Anale 19

## Lebenstraum und Lebensweise
Der Patagonische Messingsalmler lebt in zwei warmen Quellflüssen auf dem Somuncura Plateau in der argentinischen Provinz Río Negro in einer Höhe von 500 bis 900 Meter über NN. Die Wassertemperatur in seinem Lebensraum liegt bei 21,5 bis 26 °C. Die Fische werden mit einer Länge von 3,7 bis 3,8 Zentimeter geschlechtsreif. Sie laichen in den späten Wintermonaten bis zum Frühjahr (August bis Oktober). Die Weibchen legen bis zu 200 Eier. Die Larven fressen Muschelkrebse, Zuckmückenlarven und Milben. Jungfische und adulte Exemplare ernähren sich von Algen.

## Gefährdung
Die IUCN stuft den Patagonischen Messingsalmler als „vom Aussterben bedroht“ (critically endangered) ein. Sein Verbreitungsgebiet ist relativ klein und fragmentiert. Die vom Menschen eingeführte Regenbogenforelle (Oncorhynchus mykiss) hat sich als Fressfeind der Art erwiesen und die eingeführte Salmlerart Cheirodon interruptus ist ein Nahrungskonkurrent. Die Ausscheidungen des vom Menschen gehaltenen Weidviehs in der Umgebung des Lebensraums des Patagonischen Messingsalmlers führen zu einer stetigen Verschlechterung der Wasserqualität.